# Tuckahoe (village, New York)
Tuckahoe est un village du comté de Westchester, dans l'État de New York, aux États-Unis,. En 2010, il compte une population de 6 486 habitants.

## Démographie
Lors du recensement de 2010, le village comptait une population de 6 486 habitants, tandis qu'en 2019, elle est estimée à 6 549 habitants.